# Kepler-30
Kepler-30 eller KOI-806, är en ensam stjärna belägen i den mellersta delen av stjärnbilden Lyran. Den har en skenbar magnitud av ca 15,5 och kräver ett kraftfullt teleskop för att kunna observeras. Baserat på parallax enligt Gaia Data Release 2 på ca 1,07 mas, beräknas den befinna sig på ett avstånd på ca 3 000 ljusår (ca 940 parsek) från solen. 

## Egenskaper
Kepler-30 är en gul till vit stjärna i huvudserien av spektralklass K, som visar en stark stjärnfläcksaktivitet. Den har en massa som är ca 0,99 solmassa, en radie som är ca 0,95 solradie och har en effektiv temperatur av ca 5 500 K.

## Planetsystem
Tre exoplaneter kring Kepler-30 upptäcktes 2011 med transitmetoden. Planeterna interagerar starkt med varandra, med transittider som varierar med över en timme mellan varje på varandra följande omlopp. På grund av oregelbundenheter i omloppsbanor försenades bekräftelsen av planetsystemet till 2012. Planeternas omloppsperiod är nära 1:2:5 omloppsresonans men är inte resonanta, vilket ger en extremt komplex omloppsdynamik.
| Planet | Massa         | Halv storaxel (AE) | Siderisk omloppstid (d) | Excentricitet   | Inklination   | Radie           |
| ------ | ------------- | ------------------ | ----------------------- | --------------- | ------------- | --------------- |
| b      | 9,2 ± 0,1 M🜨  | 0,18479 ± 0,000004 | 29,2187 ± 0,0009        | 0,0770 ± 0,0003 | 89,51 ± 0,32° | 3,75± 0,18 R🜨   |
| c      | 536 ± 5 M🜨    | 0,29977 ± 0,000001 | 60,32503 ± 0,00010      | 0,0115 ± 0,0005 | 89,74 ± 0,02° | 11,98 ± 0,28 R🜨 |
| d      | 23,7 ± 1,3 M🜨 | 0,53178 ± 0,00001  | 142,642 ± 0,006         | 0,0272 ± 0,0024 | 89,81 ± 0,02° | 8,79 ± 0,13 R🜨  |